# Detrík
Detrík – wieś (obec) na Słowacji, położona w kraju preszowskim w powiecie Vranov nad Topľou. Pierwsza wzmianka pisemna o miejscowości pojawiła się w roku 1363.
Wieś położona jest na zachód od zbiornika Veľká Domaša, sąsiaduje z miejscowością Matiaška. Znajduje się w niej greckokatolicka cerkiew Michała Archanioła z 1812 roku.